# Duke of Westminster’s Medal for Military Literature
Die Duke of Westminster’s Medal for Military Literature war eine zwischen 1997 und 2015 jährlich durch das Royal United Services Institute (RUSI) in London, einem unabhängigen sicherheitspolitischen Forschungsinstitut, vergebene britische Auszeichnung für lebende Autoren, die einen bemerkenswerten und originellen Buchbeitrag im Bereich der Verteidigungsstudien oder nationalen bzw. internationalen Sicherheitsfragen veröffentlicht hatten. Die Vergabe, die durch den Duke of Westminster unterstützt wurde, war unabhängig von Nationalität, Geschlecht oder Alter des Autors. Neben dem Hauptpreis wurde seit 2005 auch eine Shortlist mit fünf Büchern veröffentlicht. 2008 erhielt der britische Militärschriftsteller Sir Max Hastings für seinen wichtigen und nachhaltigen Beitrag für die Militärgeschichte als erster und einziger Autor, zusätzlich zur regulären Vergabe, einen Special Lifetime Achievement Award.

## Preisträger
- 1997: Andrew Gordon für The Rules of the Game: Jutland and the British Naval Command
- 1998: Hew Strachan für The Politics of the British Army
- 1999: John Keegan für The First World War
- 2000: Michael Hickey für The Korean War: The West confronts Communism
- 2001: Norman Friedman für The Fifty-Year War: Conflict and Strategy in the Cold War
- 2002: Sir Percy Cradock für Know Your Enemy: How the Joint Intelligence Committee Saw the World
- 2003: Marrick Goulding für Peacemonger
- 2004: Gerard DeGroot für The Bomb, a Life
- 2005: Nicholas Rodger für The Command of the Ocean: A Naval History of Britain 1649–1815
- 2006: Roger Knight für The Pursuit of Victory: The Life and Achievement of Horatio Nelson
- 2007: Aleksandr Fursenko und Timothy Naftali für Khrushchev’s Cold War: The Inside Story of an American Adversary
- 2008: Chris Bellamy für Absolute War: Soviet Russia in the Second World War
- 2009: Sir Lawrence Freedman für A Choice of Enemies: America Confronts the Middle East
- 2010: Antony Beevor für D-Day: The Battle for Normandy
- 2011: Sir Rodric Braithwaite für Afgantsy: The Russians in Afghanistan, 1979–89
- 2012: Sir Max Hastings für All Hell Let Loose: The World at War 1939–1945
- 2013: Anne Applebaum für Iron Curtain: The Crushing of Eastern Europe 1944–56
- 2014: Rana Mitter für China’s War With Japan, 1937–1945
- 2015: Peter Hennessy und James Jinks für The Silent Deep: The Royal Navy Submarine Service since 1945